# 716
716 (DCCXVI) var ett skottår som började en onsdag i den julianska kalendern.

## Händelser

### April
- 19 april — I klostret på ön Iona firas påsk på det romerska datumet.

### Okänt datum
- Theodosius III leder en revolt mot den romerske kejsaren Anastasios II och förklaras bysantinsk kejsar.
- Umayyaderna erövrar Lissabon.
- Æthelbald återvänder från exil för att efterträda Ceolred som kung av Mercia.
- Slaget vid Amblève: Karl Martell besegrar neustrierna.
- Bonifatius påbörjar sin mission bland tyskarna.
- Lissabon erövras av araber.

## Födda
- Karloman, frankisk Maior domus (död 754)
- Sufyan al-Thawri, islamsk vetenskapsman och jurist. (död 778)

## Avlidna
- Ceolred, kung av Mercia
- Musa bin Nusair, Umayyadgeneral och guvernör (född 640)
- Kejsar Ruizong av Tang